# Brachiaria arrecta
Brachiaria arrecta là một loài thực vật có hoa trong họ Hòa thảo. Loài này được (T.Durand & Schinz) Stent mô tả khoa học đầu tiên năm 1924.